# Curtis Withers
Curtis Danelle Withers (Charlotte, 2 agosto 1984) è un ex cestista statunitense, professionista nella NBDL, in Europa e in Asia.

## Palmarès
- Coppa di Israele: 1

Hapoel Holon: 2008-09
- Match des Champions: 1

Pau-Orthez: 2007